# Міські голови Прилук
Список міських голів Прилук — перелік усіх відомих голів міста Прилуки. У списку не наведені тимчасові виконувачі обов'язків.
| №  | Портрет | Ім'я                           | Час на посаді         | Роки життя        | Додатково |
| -- | ------- | ------------------------------ | --------------------- | ----------------- | --------- |
| 1  | [[]]    | Генералов Іван Степанович      | 1943 – 1954           | ?? ????           |           |
| 2  | [[]]    | Римар Михайло Семенович        | 1954 – 1958           | ?? ????           |           |
| 3  | [[]]    | Пашков Григорій Григорович     | 1958 – 1963           | ?? ????           |           |
| 4  | [[]]    | Вінниченко Іван Зіновійович    | 1963 – 1966           | ?? ????           |           |
| 5  |         | Нікуліщев Володимир Михайлович | 1966 – 1967           | 13.12.1928 - 2006 |           |
| 6  | [[]]    | Дробот Михайло Михайлович      | 1967 – 1975           | ?? ????           |           |
| 7  |         | Харинко Іван Федорович         | 1975 – 1985           | 1930 - 26.11.2016 |           |
| 8  | [[]]    | Шамрай Анатолій Васильович     | 1985 – 1987           | 17.08.1949 -      |           |
| 9  |         | Портной Володимир Степанович   | 1987 – 1988           | 22.04.1951 -      |           |
| 10 | [[]]    | Мамай Микола Андрійович        | 1988 – 1991           | ?? ????           |           |
| 11 | [[]]    | Шамрай Анатолій Васильович     | 1991 – 2000           | 17.08.1949 -      |           |
| 12 |         | Бабій Микола Олексійович       | 2000 – 2006           | 18.05.1953 -      |           |
| 13 | [[]]    | Беркут Юрій Володимирович      | 2006 – 2014           | 22.02.1963 -      |           |
| 14 |         | Барнаш Дмитро Васильович       | 30.05.2014-11.11.2015 | 29.09.1976 -      |           |
| 15 | [[]]    | Попенко Ольга Михайлівна       | З 11.11.2015          | 2.08.1960 -       |           |